# Borszörcsök
Borszörcsök es un pueblo ubicado en el distrito de Devecser, en el condado de Veszprém, Hungría.

## Superficie
Posee una superficie de 11,80 kilómetros cuadrados.

## Demografía
Hasta 2019 la población era de 329 habitantes, con una densidad de población de 27,88 habitantes por kilómetro cuadrado.